# Johan Skytte
Il barone Johan Skytte (Nyköping, 1577 – Söderåkra, 15 marzo 1645) è stato un politico svedese.

## Biografia
Skytte era figlio del sindaco di Nyköping, Bengt Nilsson Skräddare. Nel periodo in cui studiò nella sua città natale e per nove anni in Università straniere, utilizzò il cognome Schroderus, una forma latinizzata del tedesco Schröder - cognome del padre - che significa sarto. 
Già al suo ritorno dall'aver studiato all'estero, nel 1602, venne assunto come istitutore del giovane principe Gustavo Adolfo di Svezia, il futuro re, e venne creato nobile, con il nome di Skytte quello di una famiglia nobile, ormai estinta, dalla quale affermava di discendere dal lato materno.
Venne inviato a Londra nel 1610 in missione diplomatica, nel tentativo di richiedere la mano Elisabetta Stuart, figlia di Giacomo I per il giovane principe. Nel 1611 venne nominato governatore della Vestmannia, nel 1617 alto consigliere e nel 1622 rettore dell'Università di Uppsala, carica che occupò fino alla morte. Skytte partecipò alla stesura, nel 1617, del giuramento d'incoronazione di re Gustavo Adolfo.
Essendo stato creato barone nel 1624, ricevette la baronia di Tuutarhovi nel Ducato di Ingria e Livonia, appena annessa al regno di Svezia. Nel 1629 venne nominato governatore generale della Livonia, Ingria e Carelia e nel 1632 rettore della Accademia Gustaviana (Università di Tartu), in aggiunta a quella di Uppsala. Nel 1632 tornò dalla Livonia e nel 1634 nominato presidente della Corte di appello di Göta (Göta hovrätt) a Jönköping. 
Lo stesso anno divenne rettore dell'Università di Uppsala dove, nel 1622, Skytte aveva istituito la Skyttean cattedra di eloquenza e di governo. La sua casa di Uppsala, una costruzione medievale originariamente chiamata Skytteanum, è ancora utilizzata dal Dipartimento di Stato. I professori skytteanus / skytteana hanno ancora la loro residenza in un appartamento della casa. Dal 1995, la Fondazione Skytte dell'Università di Uppsala, ha istituito un premio annuale in Scienze Politiche denominato Premio Johan Skytte in Scienze Politiche).
Tra le tante scuole che in Svezia portano il nome di Skytte, una è stata effettivamente fondata su iniziativa di Johan Skytte, la scuola Skyttean (skolan Skytteanska), che è stata istituita nel Lycksele in Lapponia nel 1631, ma che si trasferì poi a Tärnaby nel 1867. A causa di questo contributo alla formazione, in tempi relativamente sottosviluppati per la Svezia settentrionale, la Royal Society Skyttean di Umeå venne intitolata a lui al momento dell'istituzione nel 1956. Egli fu il padre di Vendela Skytte.